# Souimanga à tête grise
Deleornis axillaris
Espèce
Le Souimanga à tête grise (Deleornis axillaris) est une espèce de passereaux de la famille des Nectariniidae.

## Répartition
On le trouve à travers les forêts mixtes du bassin du Congo et d'Ouganda.